# Rébellion Simba
Ne doit pas être confondu avec la République populaire du Congo, nom officiel du Congo-Brazzaville de 1969 à 1992
Crise congolaise
Guerre froide
La rébellion Simba est une rébellion qui eut lieu, de 1961 à 1964, au Congo-Léopoldville (aujourd’hui la République démocratique du Congo), en réaction aux abus du gouvernement central congolais. Menée par Antoine Gizenga et Pierre Mulele, elle est parfois appelée rébellion muleliste du nom de ce dernier. Elle mit en place brièvement le gouvernement de la République populaire du Congo, basé à Stanleyville (aujourd’hui Kisangani) et qui a contrôlé l'est du pays. Moïse Tshombé met un terme à ce gouvernement de Stanleyville avec l’aide de parachutistes belges transportés et appuyés par l’aviation des États-Unis et de troupes britanniques[réf. nécessaire] du 24 au 26 novembre 1964,.

## Histoire

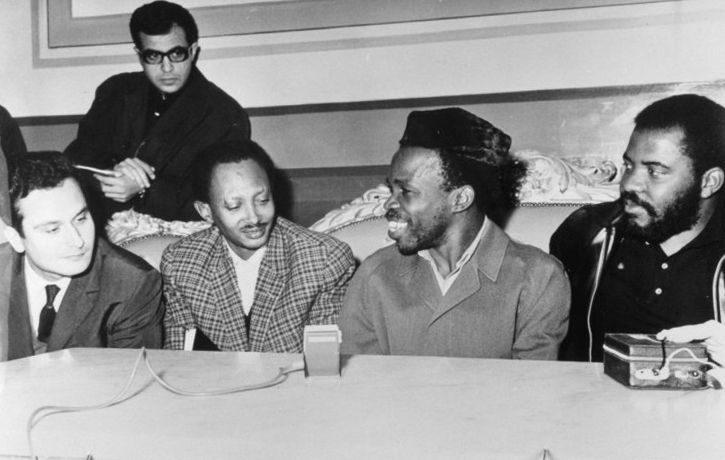
Gaston Soumaliot, ministre de la Défense des rebelles.

Les chefs des rebelles sont majoritairement marxistes. La plupart des combattants, par contre, sont des jeunes issus des tribus de la province du Kivu et de la province Orientale, majoritairement âgés entre 12 et 20 ans.
La grande majorité d'entre eux sont issus de culture traditionnelle avec des croyances animistes. L'armée de libération employait une puissante féticheuse, Mama Onema, qui opérait des scarifications sur leur visage où elle versait de la poudre provenant d'os broyés de lions et de gorilles, mélangés avec des fourmis noires écrasées et du chanvre. Ils ne devaient jamais se retourner ni se cacher, mais devaient courir droit sur l'ennemi en criant « Simba, Simba!, Mulele mai! ». Le nom de « Simba » provient de la croyance de ces hommes que, selon leurs chamans, ils seraient immunisés contre les balles, grâce à l'absorption massive d'alcool et de drogues par certains d'entre eux, et qu'ils seraient ainsi transformés en « simbas » (« lion » en swahili) durant les combats, et que les balles tirées par leurs adversaires seraient transformées en inoffensives gouttes d'eau (voir aussi idéologie Maï Maï).
L'insurrection commença en janvier 1964. Les Simbas réussirent à tenir à distance deux bataillons bien équipés de l'armée gouvernementale qui refusèrent de combattre.
Les Simbas commencèrent alors à s'emparer de villes importantes. Au bout de plusieurs semaines, la moitié du Congo était sous leur domination ; certaines de leurs bandes perpétrant des massacres et se livrant à des tortures, viols, et exactions, tant parmi les Africains que parmi les Européens restés en place ou revenus après l’indépendance du pays. Selon certains témoignages, des rivières ont charrié un nombre incalculable de corps de suppliciés par ces bandes.
Stanleyville (renommée Kisangani), une grande ville, a été prise à la suite de la fuite des 1 500 hommes de la force gouvernementale, laissant derrière eux leurs armements (mortiers, et véhicules armés). L'attaque consista en une charge de quarante combattants Simbas, dirigée par les chamans. Aucun coup de feu ne fut tiré.
Le 5 août 1964, la rébellion Simba installe son état-major à Stanleyville et forme un gouvernement nommé « République populaire du Congo », dont Christophe Gbenye est le président, et Gaston Soumaliot, ministre de la Défense. Ce gouvernement sécessionniste, opposé au gouvernement de Léopoldville, est à l’époque reconnu par sept pays dont l’URSS et l’Égypte. Accompagné d'une centaine de combattants cubains, Che Guevara vient combattre quelques mois sur place auprès de Laurent-Désiré Kabila en 1965, espérant pouvoir y exporter la révolution socialiste mais se heurtant vite à la désorganisation des rebelles.
L'Ouganda apporte également son soutien aux rebelles, le gouvernement de Milton Obote ne souhaitant pas avoir un régime pro-américain à leur frontière. Idi Amin Dada, commandant en chef de l'armée ougandaise combat directement sur le sol congolais, et fait de la région le centre de divers trafics qui feront de lui un homme très riche. En représailles, Mobutu fera attaquer des villages frontaliers ougandais en 1965,,.
Les chefs rebelles les plus importants avaient systématiquement recours à la terreur, torture et exécutions publiques des agents gouvernementaux, des prétendus traîtres, et des voleurs.
De nombreux otages de diverses nationalités, principalement belges, furent emprisonnés, menacés d'exécution ou exécutés dans les pires conditions, notamment des prêtres missionnaires comme les quinze prêtres du Sacré-Cœur de Saint-Quentin (avec l'évêque de Wamba, Mgr Wittebols), et seize religieuses comme la sœur de la Sainte Famille Marie-Clémentine Anuarite Nengapeta, des dominicaines, des Sœurs de la doctrine chrétienne, etc.

## Fin de la rébellion

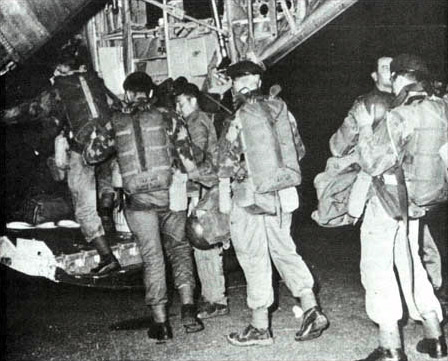
Novembre 1964, Crise congolaise : parachutistes belges partant de Kamina pour secourir les otages de Stanleyville.

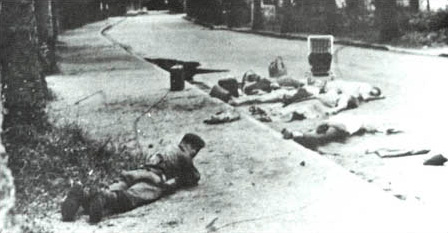
Soldat belge (Sergent Major Van Driessche) couché devant des cadavres d’otages, en novembre 1964 à Stanleyville.

Après plus d'un mois d'occupation, le gouvernement belge fait exfiltrer par le service africain de la Sûreté de l'État belge un représentant des rebelles pour lui proposer de libérer les otages sous peine d'une intervention militaire. Celui-ci fut reçu par le ministre des Affaires étrangères Paul-Henri Spaak, mais rien ne sortit de l'entrevue. Dès lors, les dés étaient jetés et Spaak put convaincre ses collègues du Conseil des ministres de lancer l'opération en liaison avec les États-Unis.
Le nom de code était opération Dragon rouge. Ce fut le 1er régiment para-commando qui exécuta l'opération en synchronisation avec une colonne terrestre progressant dans la brousse sous le nom de code de Ommegang (du nom d'un cortège folklorique bruxellois). Les troupes au sol provenaient en grande partie de la tribu des Lunda au Katanga. Le matin du 24 novembre, 343 commandos sont parachutés depuis cinq appareils américains C-130 et prennent possession de l'aéroport puis font la jonction avec les troupes au sol et envahissent la ville.
Conformément à une pratique qui leur avait bien réussi depuis le début de la rébellion, les rebelles se droguaient avec du chanvre et se croyaient protégés par des rituels magiques pratiquées par Mama Onema, une puissante féticheuse, qui les avait convaincus que les balles tirées contre eux ne pouvaient pas faire plus mal que de l'eau, si bien qu'ils se lançaient contre les balles en criant Mai Mulele, mot swahili qui signifie « eau de Mulele ».
Quelque 2000 Européens ont été libérés et évacués à bord de 14 appareils C-130, mais il y eut tout de même vingt-quatre otages tués dont quinze prêtres du Sacré-Cœur de Saint-Quentin (Déhoniens) avec l'évêque de Wamba, Mgr Joseph Wittebols, et une novice des Sœurs de la Sainte-Famille. Ainsi que Cyril Daulne le père de l'artiste Marie Daulne a.k.a Zap Mama.